# 현대백화점
주식회사 현대백화점(株式會社 現代百貨店)은 1968년에 설립된 회사이다. 본사는 서울특별시 강남구 테헤란로98길 12 (대치동)에, 본점은 서울특별시 강남구 압구정로 165 (압구정동)에 있으며, 이외에 전국 여러 곳에서 백화점을 경영하고 있다. 백화점 사업 이외에 사업 다각화를 추진하고 있다. 1985년 압구정동에 백화점을 개점하며 압구정동으로 본사를 이전하였고, 2000년 4월에 금강개발산업 주식회사에서 주식회사 현대백화점으로 상호를 변경하였다. 2020년 4월 서울특별시 강남구 압구정동에서 대치동으로 본사를 이전하였다.
2002년 11월 1일에 사업 전문화 및 경영 효율성 증대를 위하여 백화점 부분만 독립시켜 출범시키고, 나머지 부분을 (주)현대백화점H&S로 존속시켰다. 2020년 4월 20일 기존의 압구정동에서 대치동 신사옥으로 이전하였으며 1998년부터 인천구장에 해당회사 후원의 "현대백화점 홈런존"이 설치되었는데 2000년 현대 유니콘스가 수원으로 이전하면서도 이 구장에 설치됐다.

## 지점 현황
지점은 압구정 본점과 아울렛 5곳을 포함하여 총 20개의 매장을 운영하고 있다.

### 백화점 지점 현황

#### 서울특별시
- 현대백화점 압구정 본점

1985년 12월 1일에 개점한 본점이다. 서울특별시 강남구 압구정로 165(압구정동)에 위치해 있으며 수도권 전철 3호선 압구정역과 연결되어 있다.
- 현대백화점 무역센터점

1988년 9월 3일 개점. 서울특별시 강남구 테헤란로 517(삼성동)에 위치해 있으며 서울 지하철 2호선 삼성역과 연결되어 있다. 현대백화점 무역센터 외벽 LED 미디어 구축은 2018년 6월 1일에 공사가 시작됐고 10월 31일에 완료가 되었다.
- 현대백화점 천호점

1997년 8월 22일에 개점. 서울특별시 강동구 천호대로 1005(천호동)에 위치해 있으며 서울 지하철 5, 8호선 천호역와 연결되어 있다.
- 현대백화점 신촌점

1992년 11월 20일에 개점한 그레이스백화점을 1998년 10월 14일 514억원에 인수하여 오픈하였다. 1998년 7월 그레이스백화점과 위탁 경영 협약을 맺었고, 이후 그레이스백화점을 완전히 인수하면서 현대백화점 신촌점으로 재개점하였다. 서울특별시 서대문구 신촌로 83(창천동)에 위치해 있으며, 서울 지하철 2호선 신촌역과 연결되어 있다. 2009년 8월 21일 영패션 전문관인 유플렉스가 오픈하였으며 신촌점 본관과 연결된다.
- 현대백화점 미아점

2001년 8월 31일에 개점. 서울특별시 성북구 동소문로 315(길음동)에 위치해 있다.
성북구의 거의 유일한 백화점이라 봐도 무방하다. 2020년~2021에 지하1층, 9층 식당가를 리모델링하였다.
- 현대백화점 목동점

2002년 8월 30일에 목동 하이페리온이 준공되면서 개점. 서울특별시 양천구 목동동로 257(목동)에 위치해 있으며 서울 지하철 5호선 오목교역과 연결되어 있다. 지하층에 영패션 전문관인 유플렉스가 입점해 있다.
- 더 현대 서울

2021년 2월 26일 파크원 타워에 개점. 서울특별시 영등포구 여의대로 108 (여의도동)에 위치해 있으며 5호선, 9호선 여의도역과 여의도환승센터,  IFC몰과 연결되어 있다.

#### 울산광역시
- 현대백화점 울산동구점

1977년 8월에 현대쇼핑센터라는 이름으로 개점하였으며 1985년 12월 압구정 본점이 개점할 때까지 사실상의 본점으로 사용하였다. 압구정 본점이 개점한 1985년 12월 현대백화점 울산점으로 지점 편입되었고 2000년 울산동구점으로 개칭되었다. 울산광역시 동구 방어진순환도로 899(서부동)에 위치해 있다.
- 현대백화점 울산점

1982년 11월 26일에 개점. 울산광역시 남구 삼산로 261(삼산동)에 위치해 있다. 초창기에는 삼정으로 설립하였다가 1994년 주리원(아트리움점: 1997년 8월 27일 개점)으로 바꾸었다. 1998년 3월 19일 금강개발산업에 인수되고 2000년에 현대백화점 울산점으로 전환되어 주리원은 역사 속으로 사라졌다. 현재는 (주)현대DSF라는 이름으로 남아 있다.

#### 부산광역시
- 현대백화점 부산점

1995년 8월 26일에 개점. 부산광역시 동구 범일로 125(범일동)에 위치해 있으며 부산 도시철도 1호선 범일역과 연결되어있다. 신세계백화점 센텀시티점이 개점하기 전까지 3대 명품 브랜드가 입점한 유일한 지역 소재 백화점으로, 고급 백화점의 이미지가 강했지만 해당 브랜드들은 매출 부진으로 퇴점하고 추가 명품 브랜드들의 이탈로 고급 이미지에 손상을 입었다. 2024년 7월말에 영업 종료한 뒤, 리뉴얼 공사로 인하여, 2024년 9월에 커넥트 현대 오픈할 예정이다.

#### 경기도
- 현대백화점 중동점

2003년 8월 20일 기존의 부평점을 대신해 개점하였다. 경기도 부천시 원미구 길주로 180(중동)에 위치해 있으며 서울 지하철 7호선 부천시청역과 연결되어 있다. 본관 옆의 디몰을 인수하여 영패션 전문관인 유플렉스가 개점하였다.
- 현대백화점 킨텍스점

2010년 8월 18일 개점. 경기도 고양시 일산서구 호수로 817(대화동)에 위치해 있다. 레이킨스몰과 연결되어 메가박스, 홈플러스와 함께 있다.
- 현대백화점 판교점

2015년 8월 21일 개점. 경기도 성남시 분당구 판교역로146번길 20(백현동)에 위치해 있다. 수도권 내 현대백화점 중 최대 규모이며, 42개국 900여개 글로벌 브랜드가 대거 입점되었다. 이곳에는 국내 최초로 어린이책 미술관이 있기도 하다. 신분당선, 경강선등 환승역 판교역이 인근에 위치에 있으면 판교역 2번출구와 알파돔 연결되어 있다

#### 대구광역시
- 더 현대 대구

2011년 8월 19일 개점. 대구광역시 중구 달구벌대로 2077(계산동2가)에 위치해 있으며 대구 1, 2호선 반월당역과 연결되어있다. CGV 대구현대관이 있으며 지하에 영패션 전문관인 유플렉스가 위치해있다. 대구 지역 최대 규모의 명품관을 보유하고있으며 신세계동대구환승센터 개장전까지 대구 수위 매출 매장이었다.

#### 충청북도
- 현대백화점 충청점

2012년 8월 24일 개점. 충청북도 청주시 흥덕구 직지대로 308(복대동)에 위치해 있다. 인근 지웰시티몰과 통로로 연결된다. 영패션 전문관인 유플렉스가 본관과 연결되어 있다.

### 아울렛
- 현대시티아울렛 가산점

2014년 5월 2일에 개점. 서울특별시 금천구 디지털로10길 9(가산동)에 위치해 있다. 현대백화점 계열의 도심형 아울렛 1호점이다. 원래 2013년 3월 하이힐 아울렛으로 오픈하여 한라건설의 건물이었으나, 한라건설의 경영 문제로 인해 현대백화점에게 10년간 임대조건으로 이듬해 5월 현대시티아울렛 가산점으로 명칭을 변경하였다.
- 현대프리미엄아울렛 김포점

2015년 2월 27일 김포 아라뱃길 터미널 인근에 개점. 경기도 김포시 고촌읍 아라육로152번길 100에 위치해 있다. 연면적 15만 3800m2, 영업면적 약 3만 8700m2로 지하 2층/지상 3층 규모로 아울렛 최초로 프리미엄 식품관을 따로 운영중이다. 240여개의 브랜드가 입점해 있는 현대백화점 계열의 프리미엄 아울렛 1호점이다.
- 현대시티아울렛 동대문점(舊 케레스타, 舊 거평프레야)

2016년 3월 11일 개점. 서울특별시 중구 장충단로13길 20(을지로6가)에 위치해 있다. 현대시티아울렛 동대문점은 지하 6층~지상 9층 규모로 영업 면적이 3만7663m2로 동대문 상권 내 쇼핑몰 중 가장 크다. 지하1~2층에 체험형 라이프스타일몰로 차별화를 시도하며, 외국인 관광객을 모으기 위해 외국인 대상 부가세 즉시 환급 서비스와 해외배송 서비스 등을 서비스하며, 관광버스 전용 주차장, 일본어, 중국어, 영어 통역사를 배치했다.
- 현대프리미엄아울렛 송도점

2016년 4월 27일 개점 (2016년 4월 29일 그랜드 오픈). 인천광역시 연수구 송도국제대로 123(송도동)에 위치해 있으며 인천 1호선 테크노파크역과 연결되어 있다. 지하 3층~지상 3층의 4만 9500m2 규모로 파주, 김포 등 수도권 서부 지역 아울렛 중 가장 큰 규모이다. 300여개의 브랜드가 입점해 있다.
- 현대시티몰 가든파이브점

2017년 5월 26일 개점. 서울특별시 송파구 충민로 66, 지하1층~5층(문정동,가든파이브라이프)에 위치해 있다. Mall관과 Outlets관으로 이루어져있다.
- 현대시티아울렛 대구점

2018년 9월 14일 개점. 대구광역시 동구 동대구로 454(신천동) (舊)대백아울렛 자리에 위치해 있다. 지방 최초로 진출한 현대아울렛이며, 대구백화점이 운영하던 아울렛을 인수해 개장하였다.
- 현대프리미엄아울렛 대전점

2020년 6월 26일 개점. 대전광역시 유성구 용산동 579에 위치해있다. 지방 최초이자 충청권에 첫 진출한 프리미엄아울렛이며, 호텔과 컨벤션센터가 같이 들어서 있다. 2022년 9월 26일 화재 사고가 나기도 했다.
- 현대프리미엄아울렛 스페이스원

2020년 11월 12일 개점. 경기도 남양주시 다산중앙로 50(다산동)에 위치해있다. 현대프리미엄아울렛 최초로 지역명이 아닌 스페이스원이라는 특정 이름으로 개점한 첫 점포이다.

### 면세점
- 현대백화점 면세점

### 신규 지점 등의 출점 계획
- 더현대 광주점(가칭)
- 현대프리미엄아울렛 에코델타시티점(가칭)

### 과거 운영 지점
현대백화점 반포점
1988년 12월 15일에 반포레저타운이라는 이름으로 개점하여, 이후 현대백화점 반포점으로 명칭을 변경하였다. 그러나 2005년 1월 20일에 수익성 악화로 폐점하였다. 현재는 엘루체 컨벤션 웨딩홀에서 암웨이 사옥으로 변경되었고, 서울 지하철 9호선 구반포역 앞에 있다.
현대백화점 부평점
1991년 2월 18일에 개점하였으나 2003년 7월 30일 중동점의 개점으로 인하여 폐점되었다. 이후 부평점은 현대부평몰로 전환되었으나 이랜드그룹이 현대부평몰을 인수해 2001아울렛 부평점을 설립하였다.
현대백화점 광주점
광주광역시 북구 신안동에 소재하였으며, 1998년 6월 1일에 광주 송원백화점의 위탁 경영(OMA 계약)을 체결하고 개점하였으나 위탁 경영 계약이 만료된 후 현대백화점 측에서 재계약하지 않기로 합의하여 2013년 6월 1일에 철수하였다. 동시에 이랜드그룹의 계열사인 NC백화점이 송원백화점의 위탁 경영을 맡고 있다.
현대백화점 디큐브시티점
2015년 5월 18일 디큐브시티 백화점을 20년간 임차하여 개점. 서울특별시 구로구 경인로 662(신도림동)에 위치해 있으며 서울 지하철 2호선 신도림역과 연결되어 있다. 2025년 6월 30일에 영업 종료한다.

## 백화점 외 사업
- 여행 및 법인사업
- 음식유통 (단체 급식 및 식품 전문 유통 물류)
- 홈쇼핑 사업

## VIP제도
상시 5% 할인, 전용 라운지 이용 및 음료 제공, 발렛파킹, 문화센터 할인, 매거진 등의 혜택을 등급에 따라 제공한다.
- 쟈스민 블랙
- 쟈스민 블루
- 클럽 쟈스민
- 세이지
- 그린

## 백화점 신용카드
현대백화점은 백화점 내에서만 사용 가능한 카드(in-house)를 발급하는 백화점이다.
5.3.0 혜택을 제공하는데, 5%할인, 3개월 무이자 할부, 연회비 0원을 말한다. 백화점 신용카드의 경우, 해당 백화점 내에서만 이용이 가능하다. 단, 우리카드, iM뱅크, 부산은행 등과 제휴하여 발행한 카드(우리카드, iM뱅크, 부산은행 등의 현대백화점 체크카드)의 경우, 백화점 내에서 결제한 건은 백화점 자체 체크카드로, 백화점 밖에서 결제한 건은 우리카드, iM뱅크, 부산은행 등에서 승인한다. 최근에는 어플로도 결제 가능한 '현대백화점APP' 으로 모바일카드 결제도 가능하다.

## 사진첩

현대백화점 압구정점
현대백화점 목동점
현대백화점 무역센터점

## 본점 및 지점 현황
- 본사: 서울특별시 강남구 테헤란로98길 12 (대치동)
- 압구정본점: 서울특별시 강남구 압구정로 165 (압구정동)
- 삼성동지점: 서울특별시 강남구 테헤란로 517 (삼성동)
- 천호지점: 서울특별시 강동구 천호대로 1005 (천호동)
- 미아지점: 서울특별시 성북구 동소문로 315 (길음동)
- 신촌지점: 서울특별시 서대문구 신촌로 83 (창천동)
- 목동지점: 서울특별시 양천구 목동동로 257 (목동)
- 동구점: 울산광역시 동구 방어진순환도로 899 (서부동)
- 부산지점: 부산광역시 동구 범일로 125 (범일동)
- 당주동지점: 서울특별시 종로구 새문안로5길 13 (당주동)
- 중동점: 경기도 부천시 원미구 길주로 180 (중동)
- 킨텍스점: 경기도 고양시 일산서구 호수로 817 (대화동)
- 울산점: 울산광역시 남구 삼산로 261 (삼산동)
- 대구점: 대구광역시 중구 달구벌대로 2077 (계산동2가)
- 충청점: 충청북도 청주시 흥덕구 직지대로 308 (복대동)
- 현대아울렛 가산점: 서울특별시 금천구 디지털로10길 9 (가산동)
- 현대프리미엄아울렛 김포점: 경기도 김포시 고촌읍 아라육로152번길 100
- 디큐브시티: 서울특별시 구로구 경인로 662 (신도림동)
- 판교점: 경기도 성남시 분당구 판교역로146번길 20 (백현동)
- 현대시티아울렛 동대문점: 서울특별시 중구 장충단로13길 20 (을지로6가)
- 현대프리미엄아울렛 송도점: 인천광역시 연수구 송도국제대로 123 (송도동)
- 현대시티몰 가든파이브점: 서울특별시 송파구 충민로 66 (문정동)
- 현대시티아울렛 대구점: 대구광역시 동구 동대구로 454 (신천동)
- 현대프리미엄아울렛 대전점: 대전광역시 유성구 테크노중앙로 123 (용산동)
- 현대프리미엄아울렛 스페이스 1: 경기도 남양주시 다산순환로 50 (다산동)
- 더 현대 서울: 서울특별시 영등포구 여의대로 108 (여의도동)